# Василькова Ельвіра Адольфівна
Ельвіра Адольфівна Василькова  (рос. Эльвира Адольфовна Василькова; нар. 15 травня 1962, Новоуральськ, Свердловська область, СРСР) — радянська плавчиня, олімпійська медалістка.

## Виступи на Олімпіадах
| Олімпіада   | Дисципліна                    | Місце |
| ----------- | ----------------------------- | ----- |
| Москва 1980 | плавання на 100 метрів брасом | 2     |
| Москва 1980 | комплексна естафета 4 × 100   | 3     |